# مانابو واکابایاشی
مانابو واکابایاشی (انگلیسی: Manabu Wakabayashi؛ زادهٔ ۳ ژوئن ۱۹۷۹) بازیکن فوتبال اهل ژاپن است.
از باشگاه‌هایی که در آن بازی کرده‌است می‌توان به باشگاه ورزشی توچیگی اشاره کرد.